# Phan Trung Lý
Phan Trung Lý (sinh ngày 20 tháng 12 năm 1954) là một chính trị gia người Việt Nam. Ông từng là đại biểu Quốc hội Việt Nam khóa X thuộc đoàn đại biểu quốc hội tỉnh Cao Bằng; các khóa XI, XII, XIII (2011-2016) thuộc đoàn đại biểu quốc hội tỉnh Nghệ An. Ông là Trưởng ban dự thảo sửa đổi Hiến pháp 1992.

## Tiểu sử
Phan Trung Lý sinh ngày 20 tháng 12 năm 1954, quê quán ở xã Thanh Giang, huyện Thanh Chương, Nghệ An. Ông có Học hàm Giáo sư, bằng Tiến sĩ Luật..
Dân tộc: Kinh
Tôn giáo: Không
Quê quán: Xã Thanh Giang, huyện Thanh Chương, Nghệ An
Trình độ chính trị: Cao cấp lý luận chính trị
Trình độ chuyên môn: Giáo sư, Tiến sỹ Luật
Nghề nghiệp, chức vụ: Ủy viên Ủy ban thường vụ Quốc hội, Chủ nhiệm Uỷ ban Pháp luật của Quốc hội, Ủy viên thường vụ BCH Trung ương Hội luật gia Việt Nam
Nơi làm việc: Ủy ban Pháp luật của Quốc hội, 37 Hùng Vương, Ba Đình, Hà Nội
Ngày vào đảng: 25/2/1982
Nơi ứng cử: Nghệ An
Đại biểu Quốc hội khoá: X,XI,XII,XIII.
Đại biểu chuyên trách: Trung ương
Đại biểu Hội đồng Nhân dân: Không

## Câu nói
- Tuyên bố ngày 01.10.2014 với tư cách Chủ nhiệm Ủy ban Pháp luật Quốc hội Việt Nam, khi Ủy ban Thường vụ Quốc hội nghe báo cáo kết quả giám sát việc thực hiện tái cơ cấu kinh tế:

| “ | “Tôi thấy ở Hàn Quốc người ta coi nợ xấu là của toàn xã hội, nên kêu gọi người dân đóng góp tiền, vàng để giải quyết nợ xấu. Chúng ta có học tập được không?” | ” |